# Slogan (album)
Slogan è il terzo album in studio del rapper italiano Moreno, pubblicato il 2 settembre 2016 dalla Universal Music Group.

## Tracce
1. Intro – 1:09 (testo: Moreno Donadoni – musica: Massimiliano Dagani)
2. Slogan – 3:31 (testo: Moreno Donadoni, Sergio Vallarino – musica: Massimiliano Dagani, Alessandro Erba, Mario Fracchiolla)
3. Un giorno di festa – 3:36 (testo: Moreno Donadoni ed Emiliano Pepe – musica: Massimiliano Dagani, Mario Fracchiolla)
4. Lontanissimo – 3:41 (testo: Moreno Donadoni, Emiliano Pepe – musica: Massimiliano Dagani, Mario Fracchiolla)
5. Lasciami andare (feat. Deborah Iurato) – 3:08 (testo: Moreno Donadoni – musica: Massimiliano Dagani, Mario Fracchiolla)
6. Alba di domenica – 3:24 (testo: Moreno Donadoni – musica: Antonio Maggio, Massimiliano Dagani, Alessandro Erba)
7. Ping pong – 3:52 (testo: Moreno Donadoni – musica: Massimiliano Dagani, Mario Fracchiolla)
8. 50 sfumature di canzoni – 3:30 (testo: Moreno Donadoni, Sergio Vallarino – musica: Massimiliano Dagani, Alessandro Erba)
9. Magici – 3:27 (testo: Moreno Donadoni, Giacomo Ronco – musica: Massimiliano Dagani, Mario Fracchiolla)
10. Attimi preziosi – 3:18 (testo: Moreno Donadoni, Federica Abbate – musica: Massimiliano Dagani, Mario Fracchiolla)
11. Antirap – 3:24 (testo: Moreno Donadoni – musica: Massimiliano Dagani, Mario Fracchiolla)
12. Nevica – 4:01 (testo: Moreno Donadoni – musica: Massimiliano Dagani, Antonio Maggio, Mario Fracchiolla)

## Classifiche
| Classifica (2016) | Posizione massima |
| ----------------- | ----------------- |
| Italia            | 8                 |